# PearPC
PearPC是一个在PC平台上独立模拟PowerPC中Mac OS、Apple Darwin及Linux软体，它遵循GPL，可以运行于基于X86平台上的Windows、Linux，以及Intel架構的Mac OS X。它的第一官方版本于2004年5月10日释出。
PearPC拥有一个可以动态转换PPC代码到x86代码并进行高速缓存的「运行时编译执行」（JIT，Just-In-Time）技術处理器模拟核心。尽管只涉及x86主机体系机构，JIT模拟核心至少比体系结构独立的普通处理器模拟内核快十倍，这是完成可用的实时模拟的关键。

## 争议
在PearPC发布的5个月之后，另一个PowerPC模拟器CherryOS宣称有更强大的模拟性能更多优点。然而，却有很多人质疑这个说法。有很多专家和提倡开源的人士指出，CherryOS并不比PearPC快多少。在2005年3月，CherryOS被包装成一个商业软体，有些专家指出，这个新版本依然含有PearPC全部或部分代码。而CherryOS也制造了许多关于合法软件的问题和在Mac for x86的软体上的市场需求。

## 不足之处
以0.4版为例，有以下缺点
- 无法模拟声音
- .dmg文件在Win平台过于难以使用，同时使用Win平台的编辑软件，也难以将所有的文件完整地编译成一个完整的dmg文件。

## 变化
目前PearPC依然缺少它自己的圖形使用者介面（GUI, Graphics User Interface），早期版本所拥有的「Change CD」按钮，因為無法稳定地運作，已经在0.2版之后被删除。然而，開發者依然很努力使PearPC图形化，有开发者开发出一个名为“PearGUI”的軟體，这个軟體并不能直接用于模拟PowerPC，而仅能编辑PearPC的設定檔，但是，这也算是一个很大的進步了。因为即使是使用電腦很有經驗的人，面对PearPC艱澀的設定檔，也会被弄得一头雾水。同时，拥有GUI的另一个PowerPC模拟器：CherryOS，于2005年5月正式宣布停止更新。PearPC的0.4版于2005年12月发布新版0.4版，新增了G4處理器的模拟，也支援CD的存取。0.5版于2011年7月13日发布。